# ウェネラリア祭
4月1日のウェネラリア祭（Veneralia）は、愛と美の女神ウェヌス・ウェルティコルディア（心を変えるウェヌス）を讃える古代ローマの祭り。女神フォルトゥーナ・ウィリーリス（勇敢な幸運）への崇拝もこの祭りの一部だった。
ローマでは、女たちが女神の像から宝石を外して、彼女を洗い、花々で飾りつけて、そして同じようにミュルトゥスの花冠を頭に被って公共浴場で入浴した。それはおおむね、男たちとの関係において神助を求めるための女たちの日だった。